# Daphnella retifera
Daphnella retifera é uma espécie de gastrópode do gênero Daphnella, pertencente à família Raphitomidae.